# Heliporto de Qaqortoq

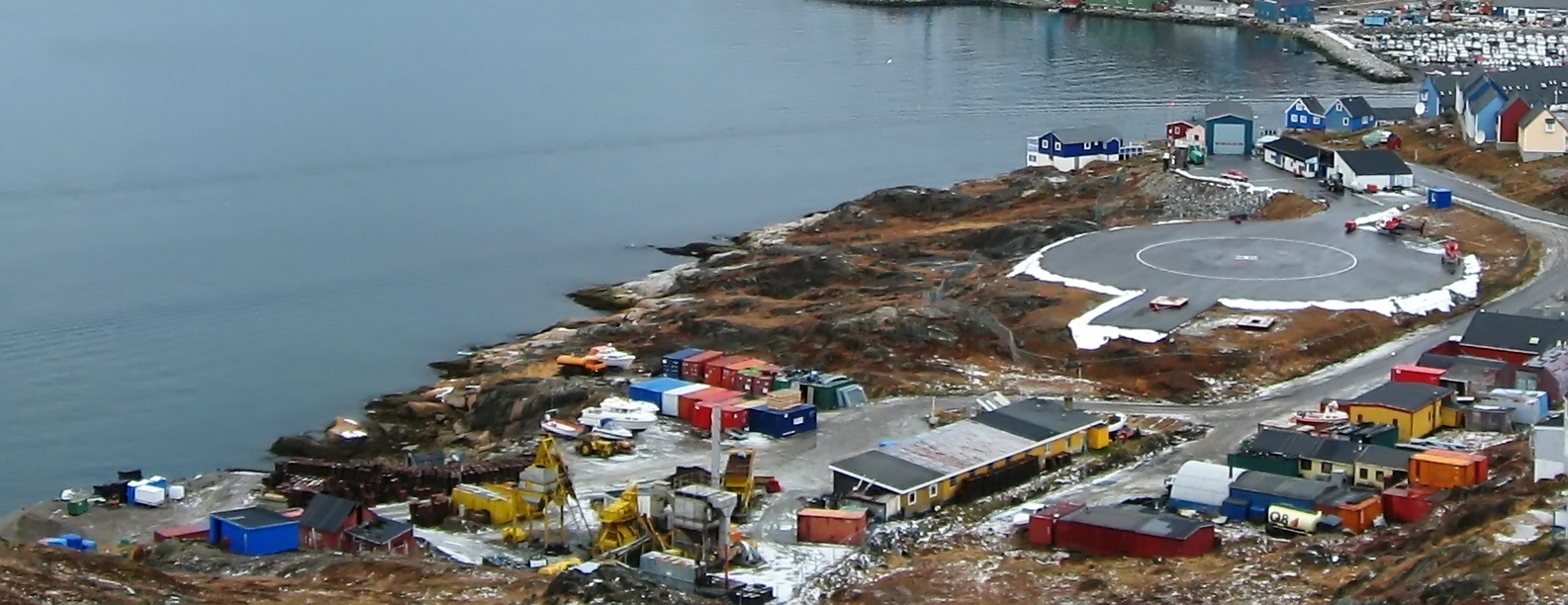
O Heliporto de Qaqortoq em 2008.

O Heliporto de Qaqortoq é um heliporto asfaltado na parte sul de Qaqortoq, uma cidade no município de Kujalleq, no sul da Gronelândia.

## Linhas aéreas e destinos
A Air Greenland opera voos para Alluitsup Paa, Nanortalik, Narsaq, Ammassivik e Narsarsuaq.